# 粮食胡同

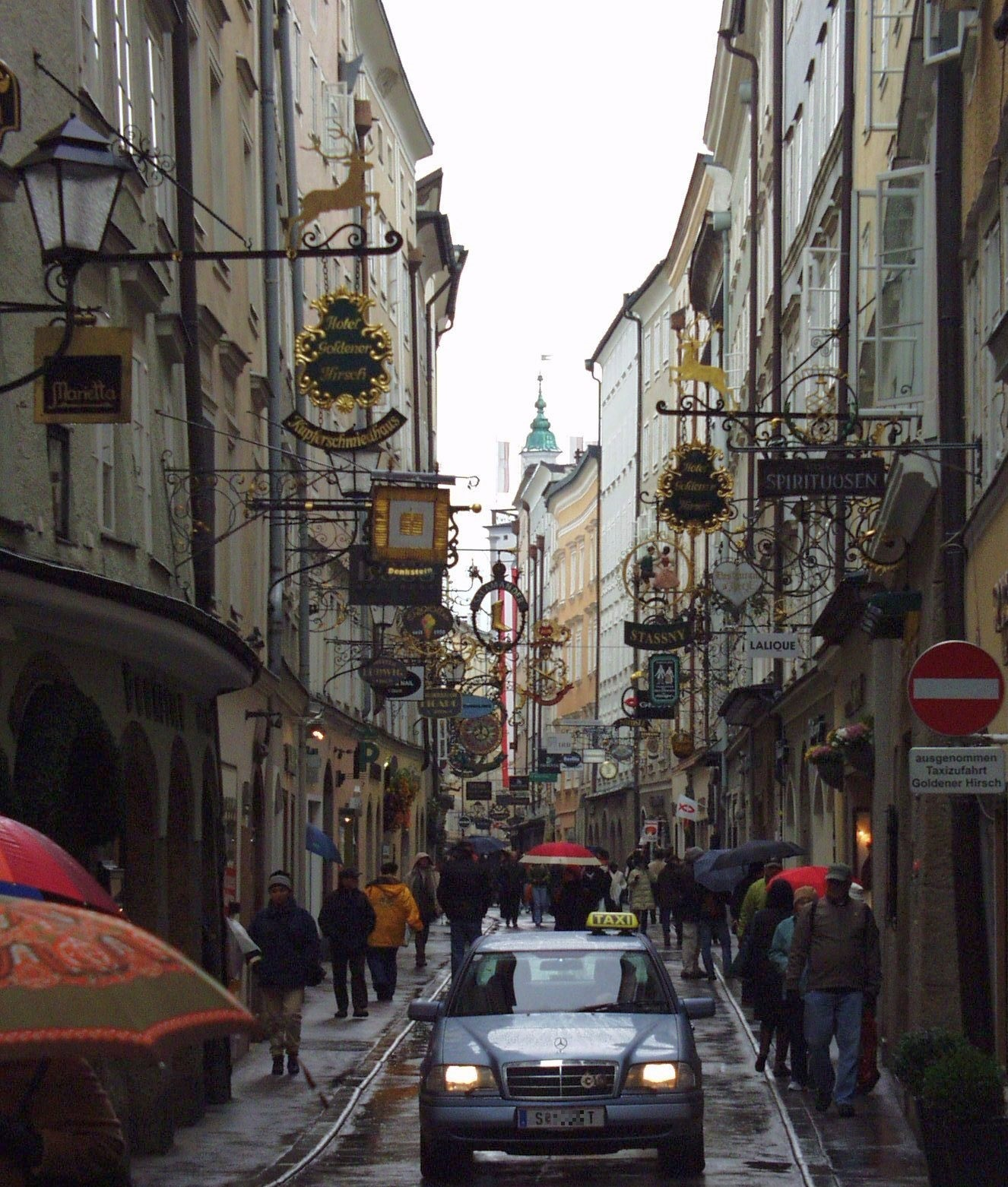
粮食胡同

粮食胡同（德語：Getreidegasse）位于奥地利萨尔茨堡老城，是萨尔茨堡最著名的历史街区，并已成为一条繁忙的购物街。3米宽的街道两旁是高而窄的店铺，大多悬挂着熟铁行会标记。 
1756年1月27日莫扎特出生在粮食胡同9号，直到17岁遷至维也纳之前均都住在此处，现在设有莫扎特博物馆。
自从1987年起，著名的“玩偶妇人”每天会在街上出现，出售玩偶。